# Anectothemis
Anectothemis is een geslacht van libellen (Odonata) uit de familie van de korenbouten (Libellulidae).

## Soorten
Anectothemis omvat 1 soort:
- Anectothemis apicalis Fraser, 1954